# Thomas Schelling
Thomas Crombie Schelling (14. dubna 1921 Oakland, Kalifornie – 13. prosince 2016) byl americký ekonom a profesor zahraničních vztahů, národní bezpečnosti, jaderné strategie a kontroly zbraní na Škole veřejné politiky při Marylandské univerzitě v College Parku. V roce 2005 mu byla udělena Nobelova cena za ekonomii (sdílí ji s Robertem Aumannem).

## Strategie konfliktu (1960)
Kniha byla vydána roku 1960. Propagoval studium vyjednávání a strategické chování v situaci, kterou nazýval „konfliktní chování“. Kniha je považována za jednu ze sta nejvlivnějších na Západě od roku 1945. Kniha zkoumá případ slibů a hrozby, teorii her jako celek, studium vzájemné nedůvěry. Bývalý Schellingův student Michael Kinsley ve svém článku na oslavu Schellingovy Nobelovy ceny za ekonomii pro Washington Post shrnuje:
„Stojíte na okraji útesu, připoutaný řetězem k někomu jinému. Budete volný a jeden z vás dostane velkou cenu, jakmile se druhý vzdá. Jak přesvědčit toho druhého, aby se vzdal, když máte pouze jedinou metodu – hrozit, že ho shodíte z útesu, což ale znamená zkázu pro oba?„
„Odpověď: začněte tancovat bliž a bliž k okraji. Nemusíte ho tím nutně přesvědčit, že hodláte udělat něco naprosto iracionálního, jako že svrhnete jeho i sebe z útesu. Stačí druhého jen přesvědčit, že jste připraven přijmout vyšší riziko spočívající v možnosti neúmyslného pádu z útesu. Pokud to dokážete, vyhráváte.“

## Zbraně a vliv (1966)
Schellingovy teorie o válce byly rozšířeny v knize Zbraně a vliv, která byla vydána roku 1966. Je psáno "Navazující analýza která začala v dřívější knize "Strategie konfliktu (1960)" a "Strategie a kontrola zbraní (1961)" významně přispívá do literatury o moderní válce a diplomacii. Hlavními kapitolami jsou Diplomacie násilí, Diplomacie přežití, Dynamika vzájemného alarmu.